# Ošelín
Ošelín (německy Oschelin) je obec v okrese Tachov v Plzeňském kraji. Žije zde 159 obyvatel.

## Historie
První písemná zmínka o obci pochází z roku 1379. V letech 1938 až 1945 byla obec přičleněna (v důsledku uzavření Mnichovské dohody) k nacistickému Německu.

## Obyvatelstvo
| Rok            | 1869 | 1880 | 1890 | 1900 | 1910 | 1921 | 1930 | 1950 | 1961 | 1970 | 1980 | 1991 | 2001 | 2011 | 2021 |
| -------------- | ---- | ---- | ---- | ---- | ---- | ---- | ---- | ---- | ---- | ---- | ---- | ---- | ---- | ---- | ---- |
| Počet obyvatel | 786  | 720  | 746  | 689  | 712  | 722  | 735  | 314  | 280  | 210  | 184  | 148  | 135  | 112  | 145  |
| Počet domů     | 128  | 133  | 138  | 139  | 137  | 138  | 145  | 103  | 67   | 55   | 43   | 40   | 48   | 39   | 52   |

## Obecní správa
Mezi lety 1850–1979 Ošelín byl obcí v okrese Stříbro (1869–1950) a později v okrese Tachov. Od 1. ledna 1980 do 23. listopadu 1990 patřil jako část obce ke Svojšínu a od 24. listopadu 1990 je opět samostatnou obcí.

### Části obce
- Ošelín
- Dolní Plezom
- Horní Plezom
- Lobzy
- Plezom

V letech 1850–1879 k obci patřilo i Řebří.

### Obecní symboly
Znak a vlajka byly obci uděleny rozhodnutím předsedkyně Poslanecké sněmovny Parlamentu České republiky dne 18. května 2012.

## Pamětihodnosti
- Kostel svatého Bartoloměje a fara
- Zámek Ošelín
- Židovský hřbitov v Ošelíně

## Galerie

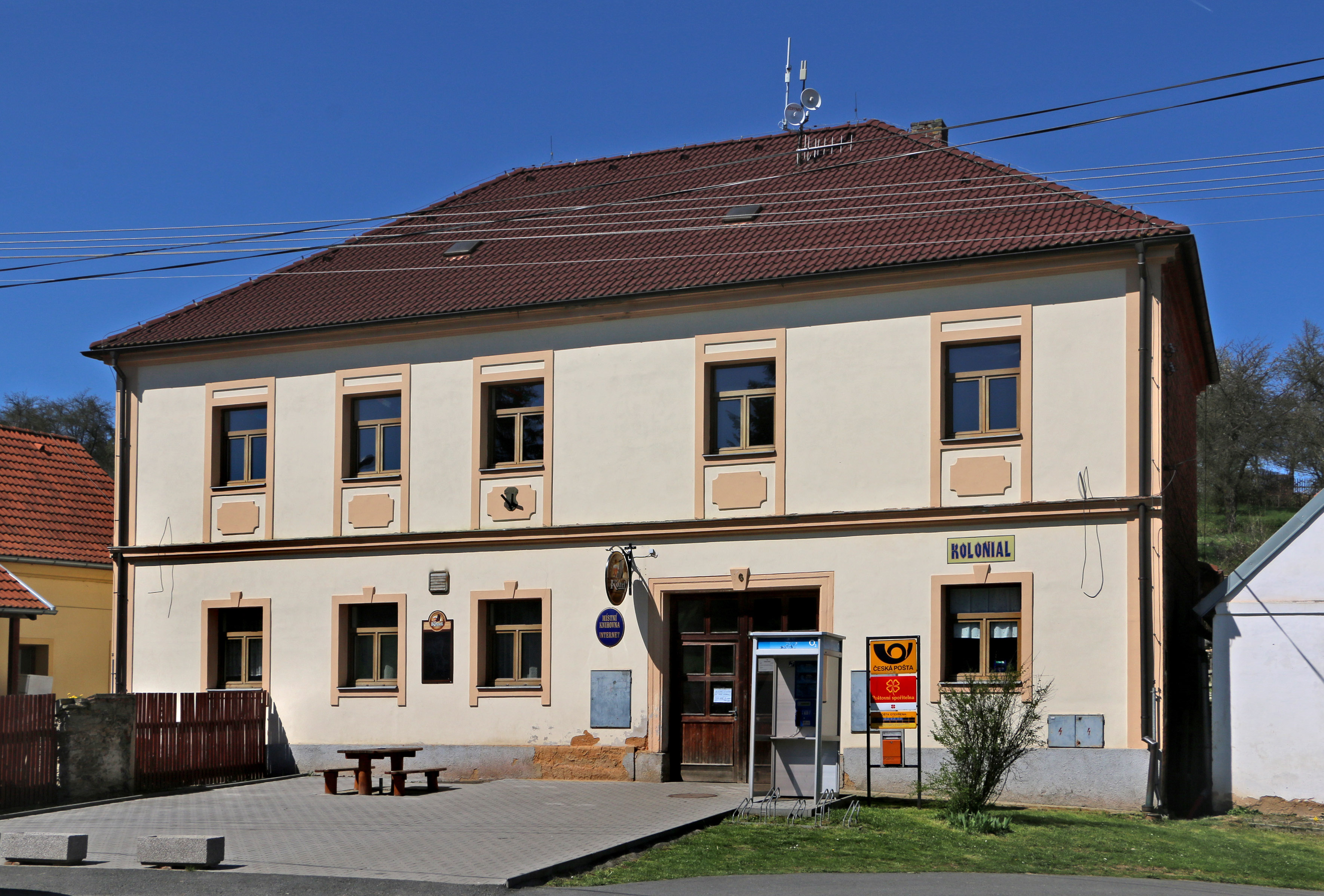
Kulturní dům
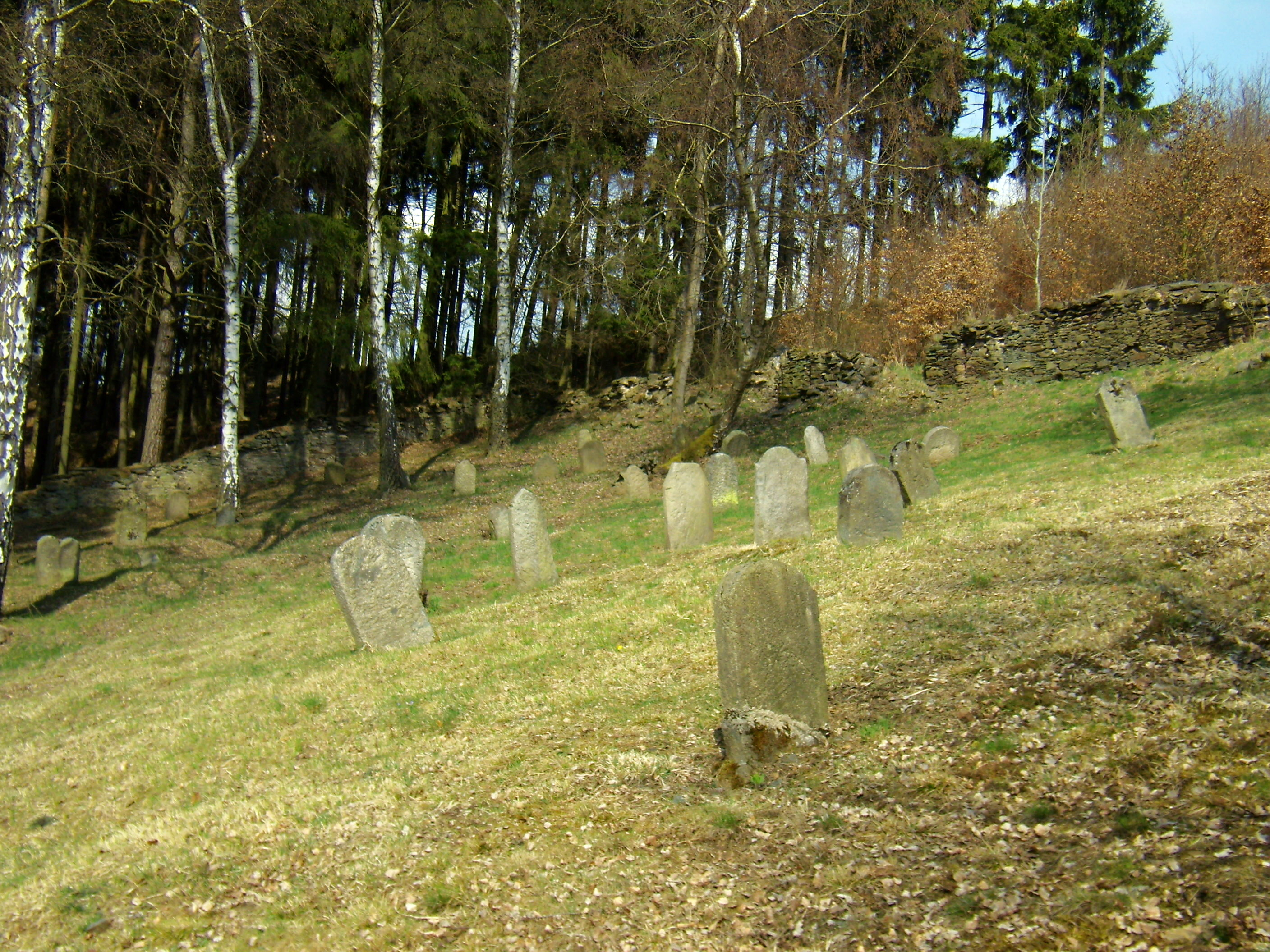
Židovský hřbitov
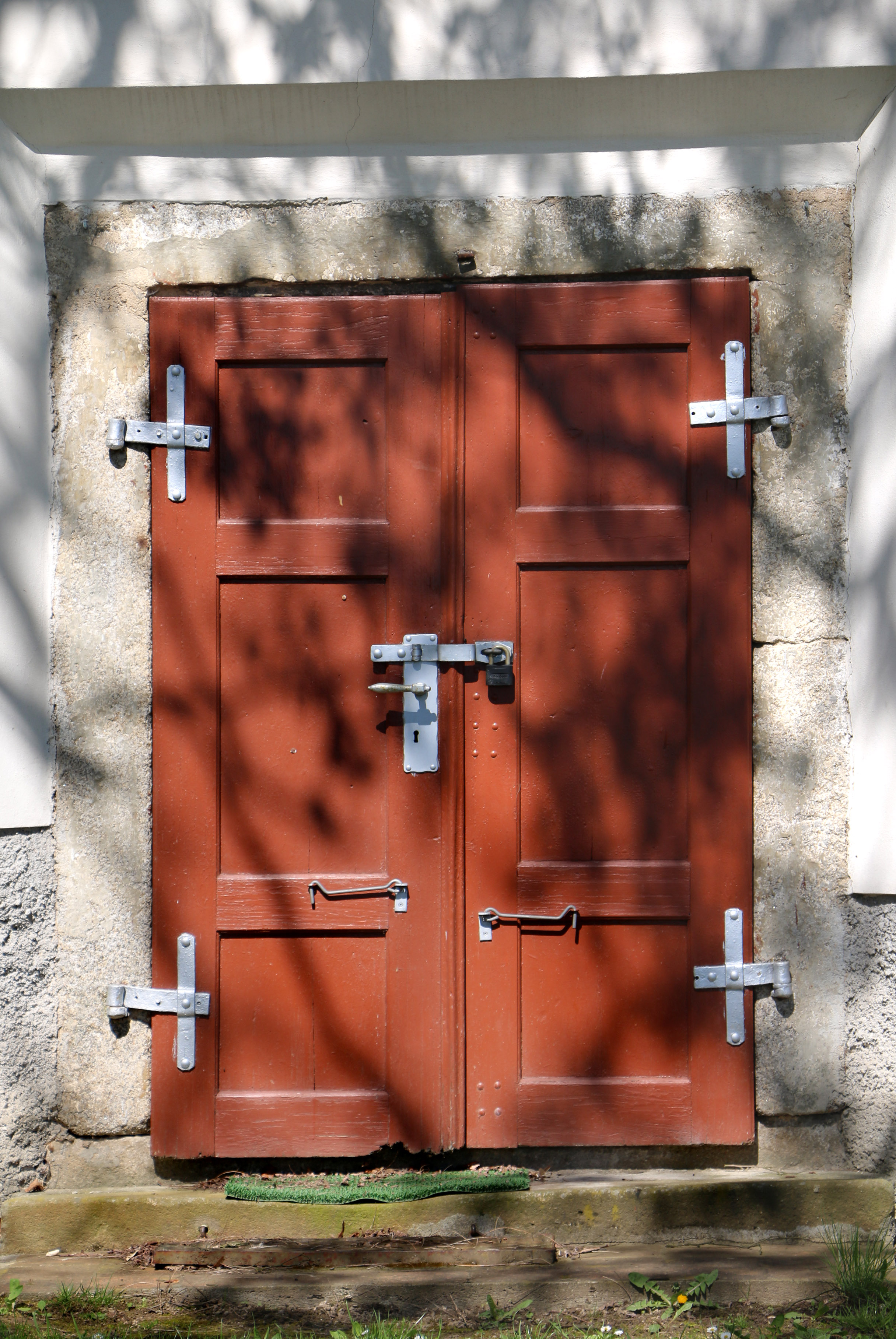
Dveře kostela
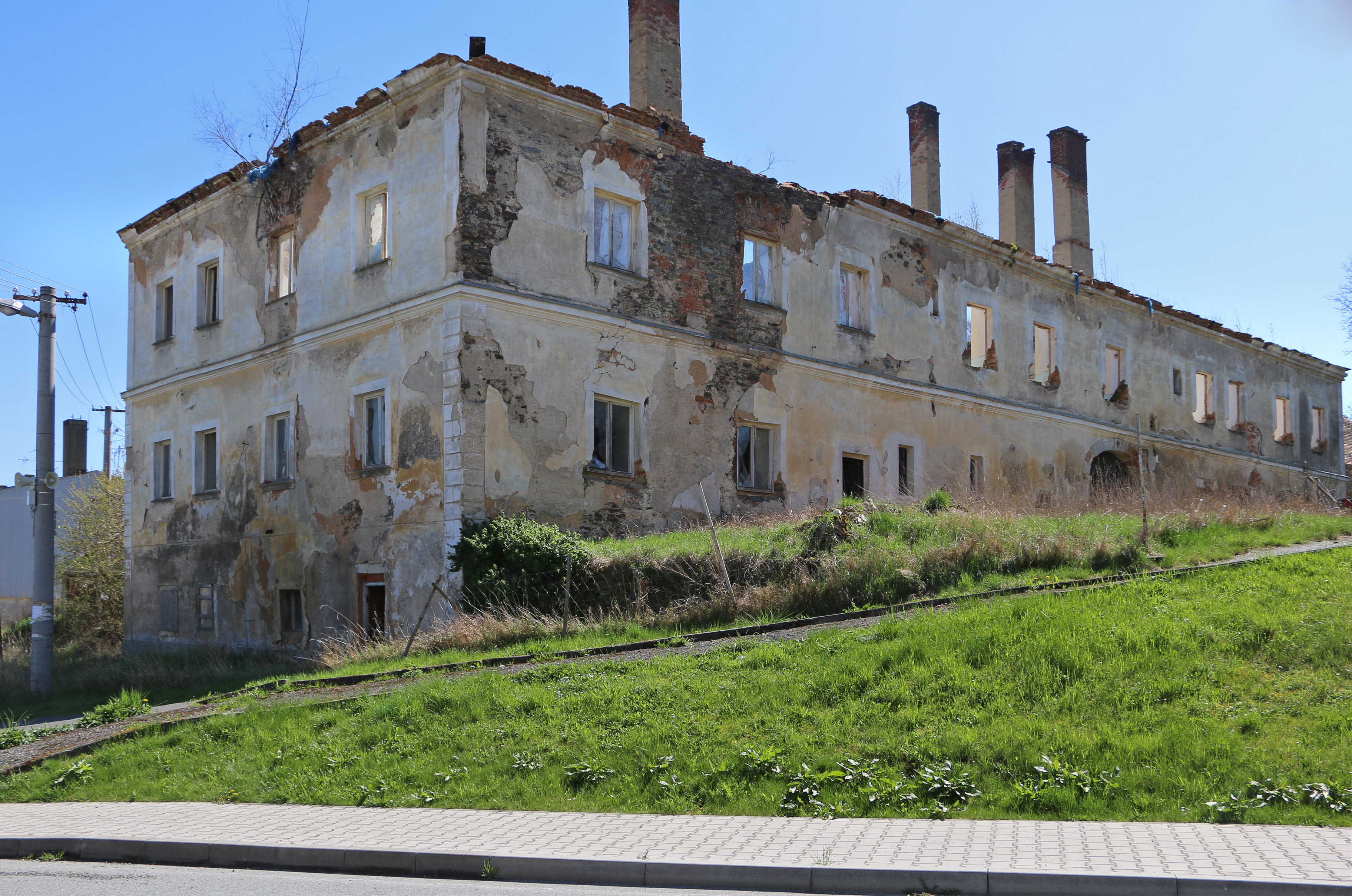
Ruiny zámku